# Mehdi Kamrani
Mehdi Kamrani (* 1. Juni 1982 in Teheran) (persisch مهدی کامرانی) ist ein iranischer Basketballspieler und Teilnehmer an den Olympischen Sommerspielen 2008 in Peking.
Zurzeit spielt er als professioneller Basketballer auf der Position des Point Guard für Mahram Tehran in der iranischen Basketball-Super League und in der iranischen Basketballnationalmannschaft.

## Basketball Klubs
- Saba Battery Tehran BC (-2005)
- Paykan Tehran (2005–2006)
- Mahram Tehran BC (2006-)

## Erfolge

### Nationalteam
- FIBA-Asienmeisterschaften
  - Goldmedaille, 2007[1]

- Asienspiele
  - Bronzemedaille, 2006

### Klub
- FIBA-Asienmeisterschaften
  - Goldmedaille, 2008, Saba Battery

- Iranian Basketball Super League
  - Meisterschaften, 2007–08 ISL Basketball, 2008, Mahram